# پرایس دانیل
پرایس دانیل (به انگلیسی: Price Daniel) سناتور سابق عضو حزب دموکرات ایالات متحده آمریکا بود. وی در سال ۱۹۵۳ تا ۱۹۵۷ میلادی سناتور ایالت تگزاس در سنای ایالات متحده آمریکا بود.